# NGC 4609
NGC 4609 је расејано звездано јато у сазвежђу Крст које се налази на NGC листи објеката дубоког неба.
Деклинација објекта је - 62° 59' 38" а ректасцензија 12h 42m 19,8s. Привидна величина (магнитуда) објекта NGC 4609 износи 6,9. NGC 4609 је још познат и под ознакама OCL 890, ESO 95-SC14.